# Identity Thief
Identity Thief (Por la cara en España y Ladrona de identidades en Hispanoamérica) es una película de comedia estadounidense protagonizada por Jason Bateman, Melissa McCarthy y Génesis Rodríguez, estrenada el 2013.

## Argumento
Sandy Patterson (Jason Bateman) es un hombre de familia, trabajador y honesto que descubre que alguien le robó su identidad e hizo desastres con sus finanzas y hasta lo involucró con la policía, poniendo en peligro su nuevo empleo. Para resolver el problema, a Sandy no le queda otra opción que ir a buscar y llevar ante la justicia a la estafadora responsable de sus desgracias. Ella es Diana (Melissa McCarthy), una mujer solitaria que pasa sus días comprando objetos y amigos a cuenta del dinero ajeno e involucrándose con peligrosos estafadores.

## Reparto
- Jason Bateman como Sandy Bigelow Patterson.
- Melissa McCarthy como Diana / Dawn Budgie.
- Jon Favreau como Harold Cornish.
- Amanda Peet como Trish Patterson.
- Génesis Rodríguez como Marisol.
- T.I. como Julian.
- Morris Chestnut como Detective Reilly.
- John Cho como Daniel Casey.
- Robert Patrick como Skiptracer.
- Eric Stonestreet como Big Chuck.
- Ellie Kemper como Flo.
- Jonathan Banks como Paolo Gordon.
- Ben Falcone como Tommy.
- Satara Silver como Vendedora de cosméticos.

## Casting
El film fue pensado ser protagonizados por dos actores masculinos, pero decidieron cambiarlo cuando Bateman vio a McCarthy produciendo junto con Bateman y Peter Morgan. En abril de 2012, John Cho, Amanda Peet, Clark Duke. Y en mayo del mismo año, Jon Favreau y Morris Chestnut también se unirían.

## Críticas
- "Jason Bateman y Melissa McCarthy se roban tantas risas de tan improbables situaciones que los baches en esta farsa de carreteras y venganzas pueden ser, en su mayor parte, perdonados, aunque no olvidados".

- "Otra comedia de trazo grueso sobre viajes de carretera que desprestigia los viajes de carretera".

## Premios
| Año  | País           | Festival           | Categoría      | Candidato        | Resultado |
| ---- | -------------- | ------------------ | -------------- | ---------------- | --------- |
| 2013 | Estados Unidos | Teen Choice Awards | Mejor Película | Identity Thief   | Nominado  |
| 2013 | Estados Unidos | Teen Choice Awards | Mejor Actor    | Jason Bateman    | Nominado  |
| 2013 | Estados Unidos | Teen Choice Awards | Mejor Actriz   | Melissa McCarthy | Nominada  |
| 2013 | Estados Unidos | Teen Choice Awards | Mejor Villano  | Melissa McCarthy | Nominada  |